# Neochauliodes pielinus
Neochauliodes pielinus är en insektsart som beskrevs av Navás 1933. Neochauliodes pielinus ingår i släktet Neochauliodes och familjen Corydalidae. Inga underarter finns listade i Catalogue of Life.